# Instituto de Investigación Senckenberg
El Instituto de Investigación Senckenberg (Forschungsinstitut Senckenberg en alemán) es una institución que forma parte del Museo Senckenberg de Historia Natural de Fráncfort del Meno. Los científicos del instituto se encargan de las colecciones del museo como conservadores, pero también dentro del marco de sus investigaciones. También se ocupan de enriquecer las colecciones con hallazgos en las misiones científicas. Además de las investigaciones, los científicos colaboran junto con los pedagogos del museo para organizar las colecciones.

## Científicos relacionados con el Instituto de Investigación Senckenberg
- Eduard Rüppell (1794-1884)
- Georg Fresenius (1808-1866)
- Otto Volger (1822-1897)
- Raphael Eduard Liesegang (1869-1947)
- Robert Mertens (1894-1975)
- Tilly Edinger (1897-1967)
- Gustav Heinrich Ralph von Koenigswald (1902-1982)
- Werner Slenczka (1934-)
- Gerhard Storch (1939-)
- Wolfgang Friedrich Gutmann (1935-1997)
- Friedemann Schrenk (1956-)